# João Moutinho
João Filipe Iria Santos Moutinho, známý jako João Moutinho (* 8. září 1986 Portimão) je portugalský profesionální fotbalista, který hraje na pozici středního záložníka za portugalský klub SC Braga. Mezi lety 2005 a 2022 odehrál také 146 utkání v dresu portugalské reprezentace, v nichž vstřelil 7 branek a se kterou vyhrál Mistrovství Evropy 2016. Za to mu byl, stejně jako celému týmu, udělen Velitelský řád za zásluhy.
Svou kariéru zahájil ve Sportingu Lisabon, v roce 2010 se přesunul do Porta, kde s týmem vyhrál Evropskou ligu v roce 2011 a tři ligové tituly. O tři roky později přestoupil do Monaka, za 25 milionů euro, kde v sezóně 2016/17 vyhrál Ligue 1; v roce 2018 přestoupil do anglického Wolverhamptonu Wanderers.

## Klubová kariéra

### Sporting
Moutinho se narodil v Barreiru v okrese Setúbal, ale jeho vyrůstal v Portimãu v Algarve. Ve věku 13 let, poté, co jako chlapec hrál za Portimonense SC, podepsal smlouvu se Sportingem, kde se zapojil do akademie klubu.
Před sezónou 2004/05 byl sedmnáctiletý Moutinho povolán manažerem Josém Peseirem do hlavního týmu. Poté se však vrátil do juniorského týmu, který trénoval Paulo Bento, a hrál po boku hráčů, jako jsou Miguel Veloso a Nani, a pomohl týmu vyhrát juniorskou ligu v této sezóně.
Na začátku roku 2005 byl Moutinho povolán na zápas Taça de Portugal, kde odehrál 20 minut proti FC Pampilhosa, a v Primeira Lize debutoval 23. ledna při vítězství 3:0 v Gil Vicente FC, hrál s dresem číslo 28, který dříve nosil Cristiano Ronaldo. Na základě jeho konzistentních výkonů se stal pravidelným hráčem základní sestavy, jeho dynamika a odhodlání z něj rychle udělaly oblíbence fanoušků.
Moutinho odehrál závěr sezóny ve velké formě, v zápasech v Poháru UEFA proti Feyenoordu a Newcastle United se stal dokonce hráčem utkání. Pomohl tak se Sportingu dostat do finále této soutěže; v lize odehrál 15 utkání, v tabulce skončili na druhé příčce a během v létě souhlasil s prodloužením smlouvy o jeden rok.

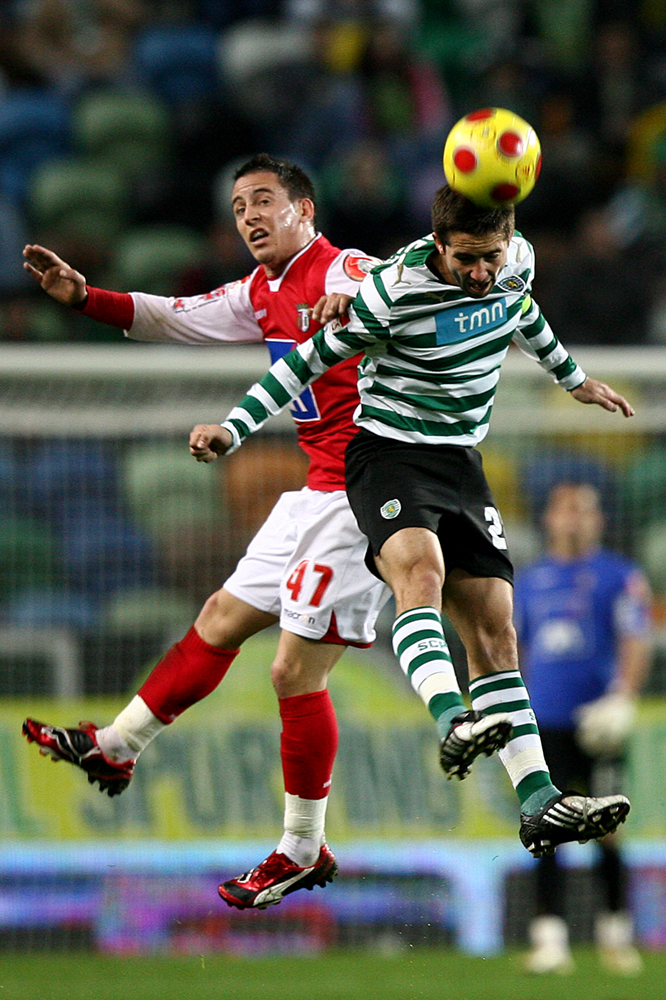
Moutinho (vpravo) v souboji s Joãem Pereirou (2009)

Ve své druhé sezóně byl Moutinho (jako jediný hráč odehrál všechny zápasy v lize bez střídání) jedním z nejlepších hráčů Sportingu, který skončil sezónu opět na druhém místě. Vstřelil poslední gól svého týmu v sezóně při vítězství 1:0 nad Bragou, čímž zajistil týmu účast v dalším ročníku Ligy mistrů UEFA.
V sezóně 2006/07 byl, po odchodu Ricarda Sá Pinta, Moutinho jmenován zástupcem kapitána ve věku pouhých 19 let. V následující sezóně, poté, co Custódio a Ricardo také odešli, byl jmenován kapitánem, druhým nejmladším v historii klubu, a to za historicky prvním kapitánem a spoluzakladatelem Franciscem Strompem.
V sezóně 2008/09, po ztroskotání jeho přestupu do anglického Evertonu, odehrál Moutinho opět většinu zápasů, chyběly mu pouze tři ligová utkání (celkem 43 zápasů). Sporting skončil opět na druhém místě. Moutinho vstřelil jediný gól svého týmu v osmifinále Ligy mistrů proti Bayernu Mnichov, německý tým však postoupil díky celkovému skóre 12:1.

### Porto

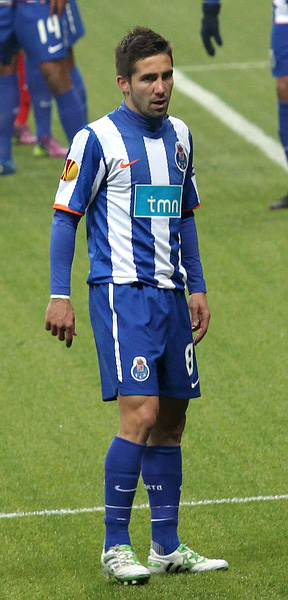
Moutinho hrající za Porto (2011)

3. července 2010 podepsal Moutinho pětiletou smlouvu s konkurenčním týmem FC Porto, přičemž přestupová částka se odhaduje na 11 milionů euro. Moutinho se stal již ve své první sezóně v Portu důležitým hráčem. Nastoupil do 50 zápasů, pomohl týmu vyhrát ligu. V sezóně vstřelil dvě branky, jednu z nich při odvetě semifinále portugalského poháru při výhře 3:1 proti Benfice (postup Porta po předchozí porážce 0:2), odehrál celé finále proti Vitórii de Guimarães (výhra 6:2). Odehrál i 90 minut ve finále Evropské ligy proti Braze. Po výhře 1:0, jediný gól utkání vstřelil Radamel Falcao, získal klub treble.
19. února 2013 skóroval v osmifinále Ligy mistrů proti Málaze, když zblízka proměnil centr Alexe Sandra, zápas však skončil 1:2 pro španělský tým. Během sezóny nastoupil do 43 utkání ve všech soutěžích, ve kterých vstřelil pět branek. S týmem se mu podařilo vyhráli třetí ligový titul v řadě.

### Monaco
24. května 2013 se Moutinho připojil k Monacu, spolu se svým spoluhráčem Jamesem Rodríguezem za kombinovaný poplatek okolo 70 milionů euro (z toho asi 25 milionů euro za Moutinha). Ve svém novém klubu debutoval 1. září, a to při vítězství 2:1 proti Marseille, asistoval u obou gólů.
Moutinho se stal hráčem základní sestavy hned ve své první sezóně, pomohl týmu, který v minulé sezóně vyhrál druhou francouzskou ligu, k druhému místu v Ligue 1. Jeho jediný gól vstřelil v zápase proti Stade de Reims dne 29. září; zápas skončil remízou 1:1.
16. září 2014, v prvním zápase Monaka v Lize mistrů od roku 2005, vstřelil Moutinho jediný gól při porážce s Bayerem Leverkusen. V sezóně odehrál 52 utkání, v lize skončil tým vedený Leonardem Jardimem na třetím místě.
V sezóně 2016/17 přispěl Moutinho klubu dvěma góly v 31 zápasech k osmému ligovému titulu v jeho historii.

### Wolverhampton Wanderers
24. července 2018 se Moutinho připojil k anglickému klubu Wolverhampton Wanderers za částku údajně okolo 5 milionů liber, s klubem podepsal dvouletou smlouvu. V Premier League debutoval 11. srpna při domácí remíze 2:2 proti Evertonu odehrál 85 minut. Jeho první gól v soutěži vstřelil 22. září, když skóroval při remíze 1:1 do sítě Manchesteru United.
14. května 2019 ho fanoušci Wolverhamptonu zvolili jako klubového hráče sezóny. Oderál všech třicet osm ligových utkání v sezóně a přidal dalších šest zápasů v FA Cupu, kde se tým dostal, poprvé od sezóny 1997/98, až do semifinále. V červnu si jeho tým zahrál Premier League Asia Trophy kde nejdříve vyřadil v semifinále 4-0 Newcastle a ve finále porazil 1-0 Manchester City čímž získal svou první trofej s Wolves.
23. listopadu 2019, krátce poté, co Moutinho vstřelil úvodní branku zápasu proti Bournemouthu, jeho druhý gól v soutěži, bylo oznámeno, že podepsal novou smlouvu na Molineux až do roku 2022.
Dne 12. prosince 2020 byl Moutinho vyloučen při domácí prohře 0:1 s Aston Villou. Byla to jeho první červená karta v jeho 859. zápase kariéry.
Moutinho vstřelil svůj debutový gól na Molineux a třetí v dresu Wolves 2. února 2021, a to proti Arsenalu při výhře 2:1.
Dne 3. ledna 2022 vstřelil Moutinho jediný gól při výhře 1:0 nad Manchesterem United a zajistil tak první ligové vítězství Wolves na Old Trafford od roku 1980.

## Reprezentační kariéra

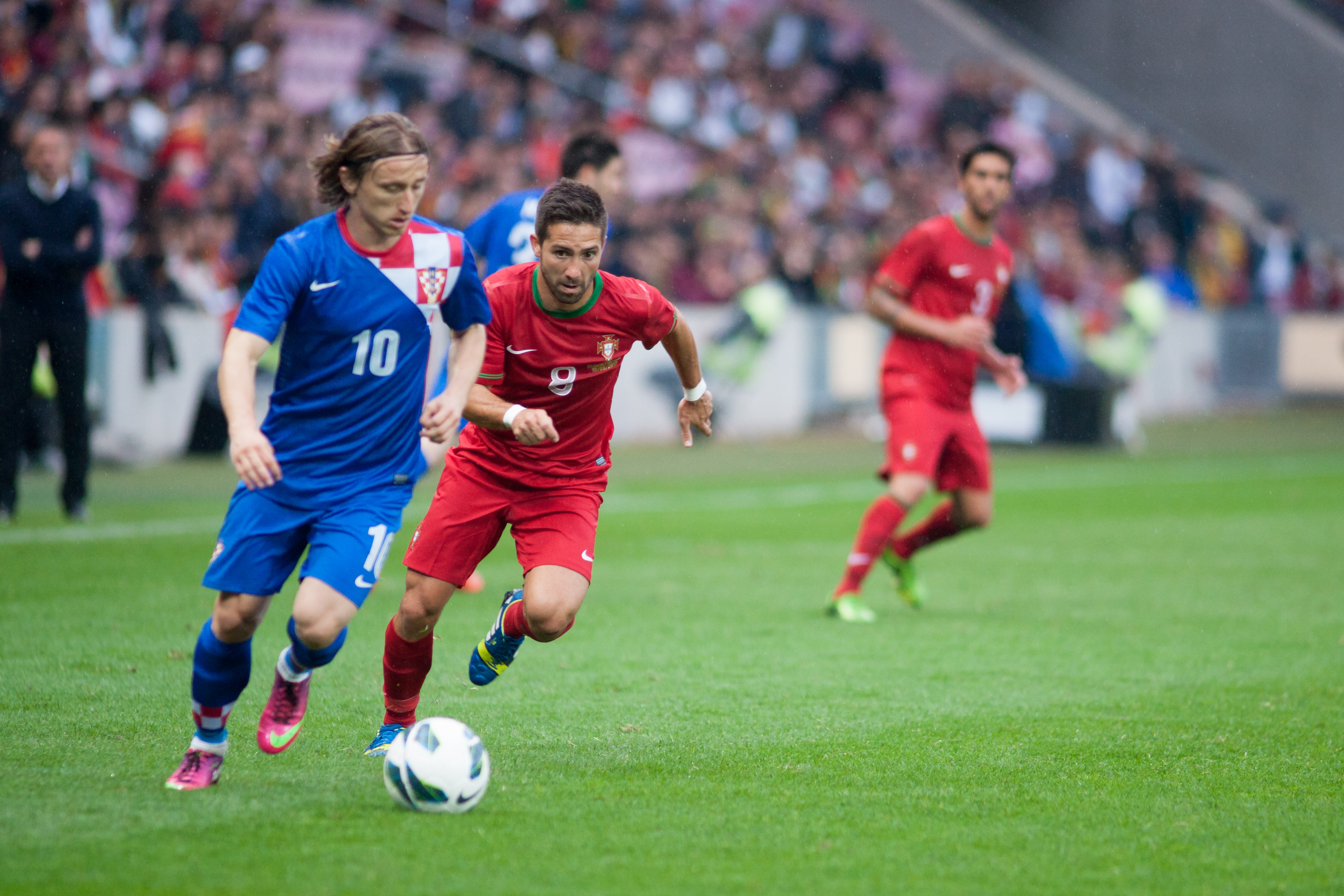
Chorvat Luka Modrić a Moutinho při přátelském utkání (2013)

V seniorské reprezentaci debutoval ve věku 18 let 17. srpna 2005 vítězstvím v přátelském zápasu proti Egyptu v Ponta Delgada. Od Mistrovství světa 2006 byl do reprezentace pravidelně povoláván.
Dne 31. května 2008 vstřelil Moutinho svůj první gól za národní tým v zápase proti Gruzii ve Viseu. Byl nominován na Euro 2008 a v úvodním zápase při vítězství 2:0 nad Tureckem asistoval Raulu Meirelesovi.
Moutinho také hrál ve dvou evropských šampionátech hráčů do 21 let, skóroval proti Německu na turnaji v roce 2006 na domácí půdě, Portugalci však na obou turnajích vypadli již ve skupinové fázi. I přestože nebyl součástí prozatímního seznamu 24 hráčů pro Mistrovství světa 2010 v Jižní Africe, byl později na turnaj povolán.
Moutinho odehrál všechny zápasy na Euru 2012. V semifinále proti Španělsku neproměnil pokutový kop v penaltovém rozstřelu, i díky tomu Portugalci prohráli na 2:4 na penalty (0:0 po 120 minutách hry).
Moutinho byl vybrán i na Mistrovství světa 2014, na turnaji debutoval 16. června při porážce 0:4 proti Německu v základní skupině . 8. října 2015 vstřelil jedinou branku utkání proti Dánsku na Estádio Municipal de Braga, díky čemuž si zajistilo Portugalsko účast na Euru 2016, a o tři dny později se také prosadil při výhře 2:1 nad Srbskem.
Na finálovém turnaji odehrál šest z sedmi utkání; pomohl týmu turnaj vyhrát vůbec poprvé v historii země, Moutinho byl také vybrán Fernandem Santosem do týmu na Konfederační pohár 2017. Na turnaji pak odehrál svůj 100. mezinárodní zápas, a to při výhře 4:0 nad Novým Zélandem.
Moutinho byl zařazen i do kádru na Mistrovství světa 2018. 2. června, v předturnajovém přátelském zápase s Belgií, se stal poprvé kapitánem týmu.
Na utkání Ligy národů UEFA 14. listopadu proti Francii nastoupil Moutinho do druhého poločasu a dosáhl svého 128. zápasu v reprezentaci, čímž překonal Luíse Figa jako druhého hráče s nejvíce starty v portugalském týmu všech dob, jen za svým reprezentačním spoluhráčem a kapitánem Cristianem Ronaldem.

## Statistiky

### Klubové
| Klub          | Sezóna  | Liga           | Liga   | Liga | Pohár  | Pohár | Ligový pohár | Ligový pohár | Evropské poháry | Evropské poháry | Ostatní | Ostatní | Celkem | Celkem |
| Klub          | Sezóna  | Liga           | Zápasy | Góly | Zápasy | Góly  | Zápasy       | Góly         | Zápasy          | Góly            | Zápasy  | Góly    | Zápasy | Góly   |
| ------------- | ------- | -------------- | ------ | ---- | ------ | ----- | ------------ | ------------ | --------------- | --------------- | ------- | ------- | ------ | ------ |
| Sporting      | 2004/05 | Primeira Liga  | 15     | 0    | 2      | 0     | —            | —            | 9               | 0               | —       | —       | 26     | 0      |
| Sporting      | 2005/06 | Primeira Liga  | 34     | 4    | 5      | 1     | —            | —            | 4               | 0               | —       | —       | 43     | 5      |
| Sporting      | 2006/07 | Primeira Liga  | 29     | 4    | 6      | 3     | —            | —            | 6               | 0               | —       | —       | 41     | 7      |
| Sporting      | 2007/08 | Primeira Liga  | 30     | 5    | 6      | 1     | 7            | 0            | 12              | 1               | 1       | 0       | 56     | 7      |
| Sporting      | 2008/09 | Primeira Liga  | 27     | 3    | 2      | 0     | 5            | 0            | 8               | 1               | 1       | 0       | 43     | 4      |
| Sporting      | 2009/10 | Primeira Liga  | 28     | 5    | 4      | 2     | 4            | 0            | 14              | 2               | —       | —       | 50     | 9      |
| Sporting      | Celkem  | Celkem         | 163    | 21   | 25     | 7     | 16           | 0            | 53              | 4               | 2       | 0       | 259    | 32     |
| Porto         | 2010/11 | Primeira Liga  | 27     | 0    | 5      | 2     | 3            | 0            | 17              | 0               | 1       | 0       | 53     | 2      |
| Porto         | 2011/12 | Primeira Liga  | 29     | 3    | 1      | 0     | 4            | 0            | 8               | 0               | 2       | 0       | 44     | 3      |
| Porto         | 2012/13 | Primeira Liga  | 27     | 1    | 2      | 0     | 5            | 2            | 8               | 2               | 1       | 0       | 43     | 5      |
| Porto         | Celkem  | Celkem         | 83     | 4    | 8      | 2     | 12           | 2            | 33              | 2               | 4       | 0       | 140    | 10     |
| Monaco        | 2013/14 | Ligue 1        | 31     | 1    | 3      | 0     | 0            | 0            | —               | —               | —       | —       | 34     | 1      |
| Monaco        | 2014/15 | Ligue 1        | 37     | 4    | 3      | 0     | 2            | 0            | 10              | 1               | —       | —       | 52     | 5      |
| Monaco        | 2015/16 | Ligue 1        | 26     | 1    | 3      | 0     | 0            | 0            | 8               | 0               | —       | —       | 37     | 1      |
| Monaco        | 2016/17 | Ligue 1        | 31     | 2    | 4      | 0     | 4            | 1            | 13              | 0               | —       | —       | 52     | 3      |
| Monaco        | 2017/18 | Ligue 1        | 33     | 1    | 1      | 0     | 4            | 0            | 6               | 0               | 0       | 0       | 44     | 1      |
| Monaco        | Celkem  | Celkem         | 158    | 9    | 14     | 0     | 10           | 1            | 37              | 1               | 0       | 0       | 219    | 11     |
| Wolverhampton | 2018/19 | Premier League | 38     | 1    | 6      | 0     | 0            | 0            | —               | —               | —       | —       | 44     | 1      |
| Wolverhampton | 2019/20 | Premier League | 38     | 1    | 2      | 0     | 0            | 0            | 17              | 0               | —       | —       | 57     | 1      |
| Wolverhampton | 2020/21 | Premier League | 33     | 1    | 3      | 0     | 0            | 0            | —               | —               | —       | —       | 36     | 1      |
| Wolverhampton | 2021/22 | Premier League | 20     | 1    | 1      | 0     | 2            | 0            | —               | —               | —       | —       | 23     | 1      |
| Wolverhampton | Celkem  | Celkem         | 129    | 4    | 12     | 0     | 2            | 0            | 17              | 0               | —       | —       | 160    | 4      |
| Celkem        | Celkem  | Celkem         | 533    | 38   | 59     | 9     | 40           | 3            | 140             | 7               | 6       | 0       | 778    | 57     |

1. ↑  Zápasy v Taça de Portugal, Coupe de France a FA Cupu
2. ↑  Zápasy v Taça da Liga a EFL Cupu
3. ↑  Zápasy v Poháru UEFA
4. 1 2 3 4 5 6  Zápasy v Evropské lize UEFA
5. 1 2 3 4 5 6 7 8 9 10  Zápasy v Lize mistrů UEFA
6. 1 2 3 4  Zápasy v Supertaça Cândido de Oliveira
7. 1 2  Zápasy v Superpoháru UEFA

### Reprezentační

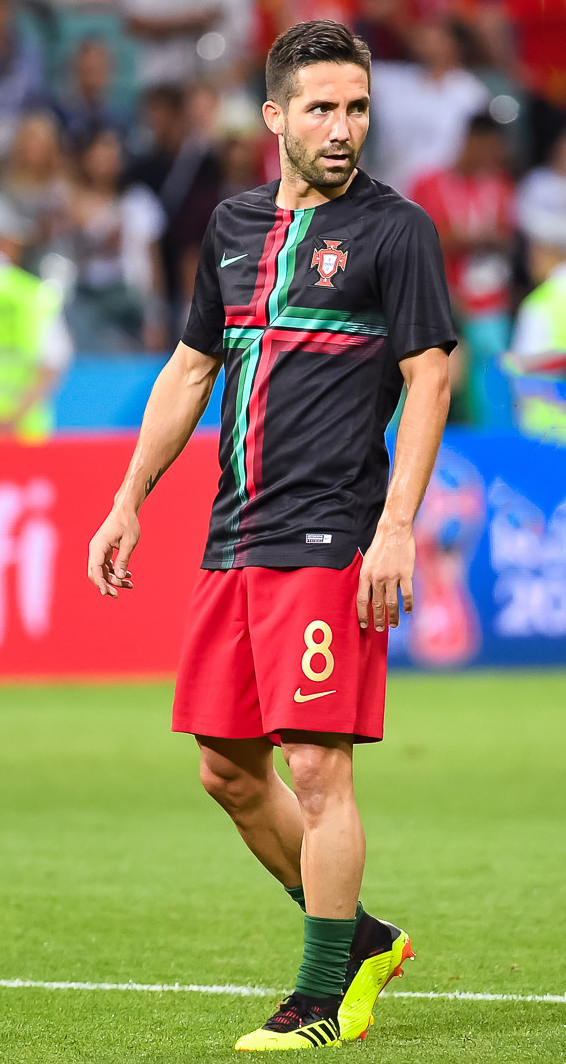
Moutinho před zápasem se Španělskem na Mistrovství světa 2018

| Portugalsko | Portugalsko | Portugalsko |
| Rok         | Zápasy      | Góly        |
| ----------- | ----------- | ----------- |
| 2005        | 3           | 0           |
| 2006        | 2           | 0           |
| 2007        | 6           | 0           |
| 2008        | 11          | 1           |
| 2009        | 3           | 0           |
| 2010        | 5           | 0           |
| 2011        | 10          | 1           |
| 2012        | 14          | 0           |
| 2013        | 11          | 0           |
| 2014        | 11          | 0           |
| 2015        | 5           | 2           |
| 2016        | 13          | 1           |
| 2017        | 11          | 2           |
| 2018        | 8           | 0           |
| 2019        | 8           | 0           |
| 2020        | 8           | 0           |
| 2021        | 13          | 0           |
| Celkem      | 142         | 7           |

#### Reprezentační góly
| Gól | Datum           | Místo                                         | Soupeř          | Skóre | Výsledek | Soutěž                                |
| --- | --------------- | --------------------------------------------- | --------------- | ----- | -------- | ------------------------------------- |
| 1.  | 31. května 2008 | Fontelo, Viseu, Portugalsko                   | Gruzie          | 1:0   | 2:0      | Přátelský zápas                       |
| 2.  | 7. října 2011   | Dragão, Porto, Portugalsko                    | Island          | 4:2   | 5:3      | Kvalifikace na Euro 2012              |
| 3.  | 8. října 2015   | Estádio Municipal, Braga, Portugalsko         | Dánsko          | 1:0   | 1:0      | Kvalifikace na Euro 2016              |
| 4.  | 11. října 2015  | Stadion Partizan, Bělehrad, Srbsko            | Srbsko          | 2:1   | 2:1      | Kvalifikace na Euro 2016              |
| 5.  | 10. října 2016  | Tórsvøllur, Tórshavn, Faerské ostrovy         | Faerské ostrovy | 5:0   | 6:0      | Kvalifikace na Mistrovství světa 2018 |
| 6.  | 3. června 2017  | António Coimbra da Mota, Estoril, Portugalsko | Kypr            | 1:0   | 4:0      | Přátelský zápas                       |
| 7.  | 3. června 2017  | António Coimbra da Mota, Estoril, Portugalsko | Kypr            | 2:0   | 4:0      | Přátelský zápas                       |

## Vyznamenání
- komandér Řádu za zásluhy – Portugalsko, 10. července 2016[58]